# Le Bassin de baignade
Le Bassin de baignade (ou le Bassin aux baigneuses) est une huile sur toile réalisée vers 1777-1780 par le peintre français Hubert Robert. Commandé à l'origine pour la salle de bain du château de Bagatelle à Paris, il fait maintenant partie de la collection du Metropolitan Museum of Art de New York.

## Origine
Le Bassin de baignade est l'un des six tableaux que Charles Philippe, comte d'Artois (1757–1836) commanda à Hubert Robert en 1777. Les peintures étaient destinées à la salle de bain du château de Bagatelle. Les six tableaux représentent des lieux généralement italiens. Le Bassin de baignade, daté de 1777-1780, a été réalisé pour servir de pendant à Un coin de la cour du Capitole.

## Sujet et composition
La scène représente un temple forestier ouvert avec une ancienne statue de Vénus en son centre. Le bâtiment en ruine est flanqué d'arbres et possède un escalier menant à un bassin, où l'eau coule de quatre fontaines. Les fontaines les plus latérales sont ornées de statues : à gauche celle d'une Vénus assise, et à droite celle de Mercure attachant ses sandales. Un groupe de six femmes vêtues de vêtements du XVIIIe siècle se tient en haut des escaliers. En bas à gauche, à côté de la statue de Vénus, une femme assise s'essuie les pieds devant une servante. Dans la piscine, deux femmes nues jouent dans l'eau peu profonde.

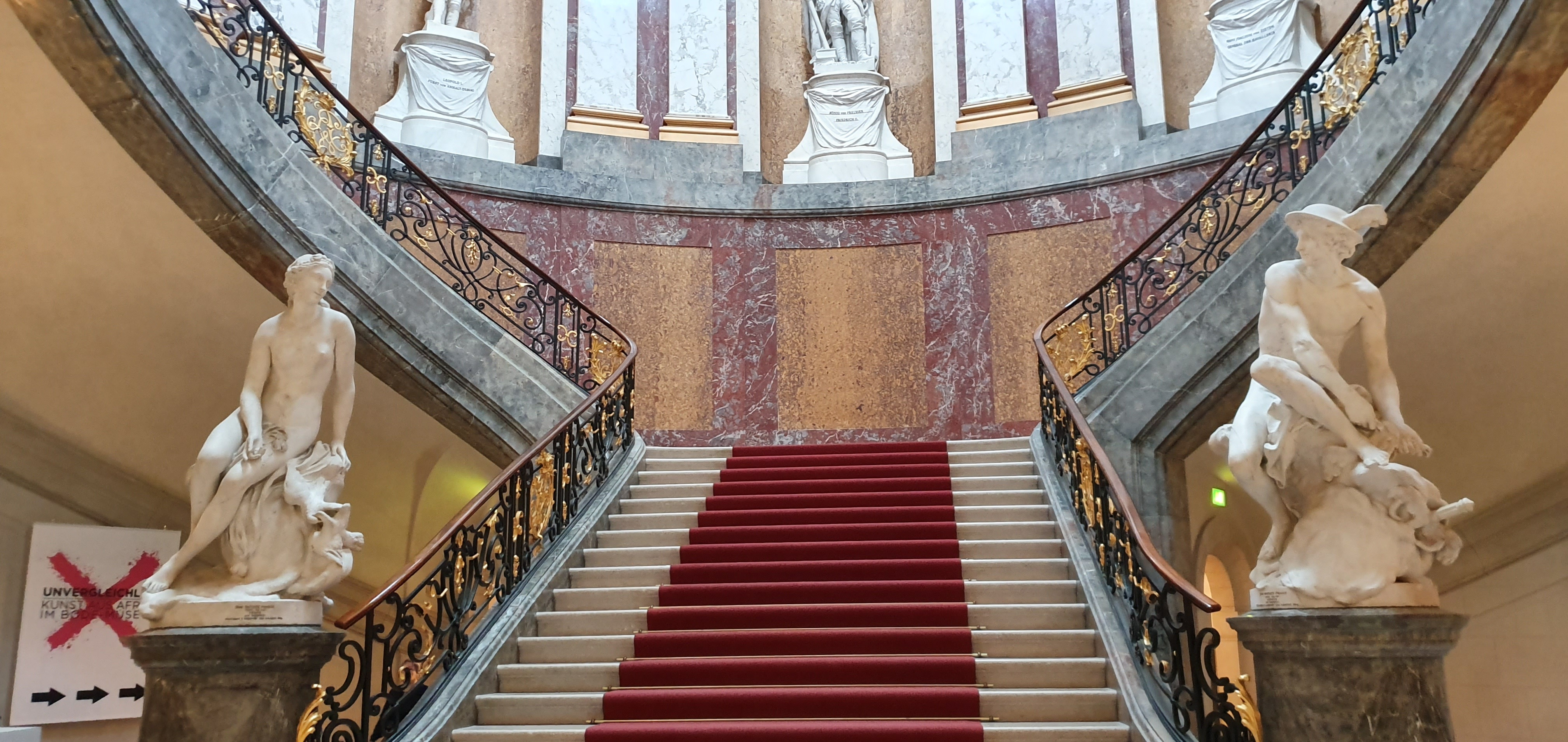
Les statues de Vénus et Mercure sont basées sur des sculptures de Jean-Baptiste Pigalle.

L'apparence du temple est probablement inspirée du temple de Vesta à Tivoli, du Macellum de Pozzuoli (alors considéré comme un temple de Jupiter Sérapis) et peut-être du Tempietto de Bramante à l'église San Pietro in Montorio à Rome. La statue centrale est basée sur un modèle ancien, et celles sur les côtés sont basées sur des sculptures de Jean-Baptiste Pigalle (1714–1785). La femme se séchant suit un tableau de François Boucher (1703–1770). Les nus ont été inspirés par Claude Joseph Vernet (1714–1789), qui avait peuplé ses vues marines italiennes intemporelles avec des femmes nues.

## Analyse
Le tableau dépeint un lieu imaginaire avec des visiteurs contemporains. Il présente des éléments résolument modernes, tels que des capes et des capuches françaises du XVIIIe siècle, une femme pointant une statue comme une touriste et une paire de chaussures roses modernes appartenant à un baigneur. Les allusions contemporaines rendent la nudité atypique ; les peintures du XVIIIe siècle restreignaient normalement la nudité aux sujets mythologiques et allégoriques.
Dans son livre Logics of Worlds de 2006, le philosophe post-marxiste Alain Badiou a analysé la peinture comme un exemple de la façon dont « l'assemblage pictural » consiste fondamentalement à « distribuer des identités et des différences ». Il considérait la composition du temple, des femmes, des statues et de l'eau comme « un subtil réseau transcendantal d'identités », exalté par des « différences figuratives », qui placent la peinture dans le genre du néo-classicisme ; Badiou a conclu que « le monde » de la peinture est la jonction entre l'érotisme du XVIIIe siècle et le préromantisme. Enfin, il a utilisé les correspondances entre les statues et les groupes de femmes, et le feuillage à gauche et la clairière en bas à gauche, pour faire valoir que l'existence n'est qu'une catégorie d'évènements observables.

## Provenance
Les six tableaux restèrent au château de Bagatelle jusqu'en 1808, date à laquelle l'Administration des Domaines de Napoléon Ier les vendit aux enchères à Jacques-Nicolas Brunot. Brunot les vendit à Pierre Justin Armand Verdier, comte de Flaux. Ils sont restés au château de Flaux jusqu'en 1910-1911, date à laquelle John Pierpont Morgan les rachète par l'intermédiaire de Maurice de Verneuil. Ils ont été prêtés par Morgan au Metropolitan Museum of Art à partir de mai 1912 et offerts au musée par la succession de Morgan en 1917. Ils faisaient partie de l'exposition Œuvres d'Hubert Robert à la Galerie Thos à Paris du 12 au 30 mars 1912, prêtés par Morgan.

## Voir également
- La Bouche d'une grotte, l'un des autres tableaux de l'ensemble (également conservé au Metropolitan Museum of Art).

## Sources
- Alain Badiou, Logics of Worlds: Being and Event, 2, London, Continuum, 2009 (1re éd. 2006) (ISBN 978-0-8264-9470-2)
- Katharine Baetjer, French Paintings in The Metropolitan Museum of Art from the Early Eighteenth Century through the Revolution, New York City, Metropolitan Museum of Art, 2019 (ISBN 978-1-58839-661-7, lire en ligne)
- « The Bathing Pool », Metropolitan Museum of Art (consulté le 26 octobre 2019)